# 丁隆
丁隆（1439年—？），字時雍，江西南昌府南昌縣人，民籍，明朝政治人物。進士出身。

## 生平
早年出身國子生，江西鄉試第十四名。成化十四年（1478年）戊戌科會試第一百二名，殿試登進士第三甲第二十二名。擢授監察御史，弘治元年（1488年）三月考察以才力不及降調，四月降州判官，升太仓州同知、延平府同知，剿灭沙县贼胡天秀等，十六年十一月升廣西按察司佥事，參与征讨思恩府土官岑浚叛乱，正德三年（1508年）十一月升本司副使，六年正月考察以年老致仕。

## 家族
曾祖父丁好存。祖父丁洪政。父亲丁濟川。母姚氏。具慶下。弟鳳、辇、鸞。娶譚氏。